# 夜遊澤鱔
夜遊澤鱔，又稱夜遊勾吻鯙，為輻鰭魚綱鰻鱺目鯙亞目鯙科的其中一種，分布於西印度洋南非Aliwal Shoal海域，體長可達22.3公分，為底棲性魚類，屬肉食性，生活習性不明。

## 擴展閱讀
維基物種上的相關：夜遊澤鱔